# Вильгельм I (граф Берга)

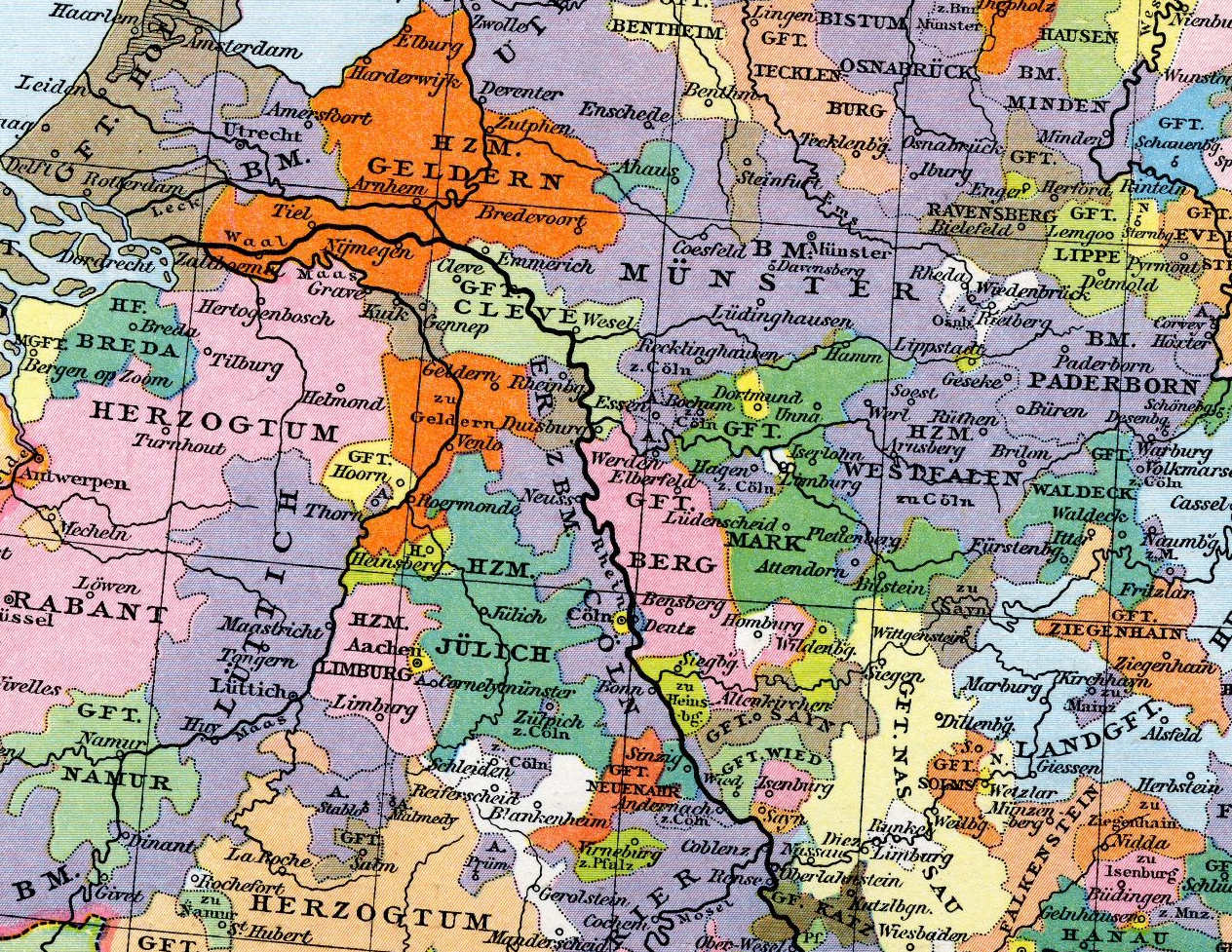
Графство Берг (в центре)

Вильгельм I (нем. Wilhelm I. von Berg; ок. 1250 — 21 апреля или 11 мая 1308) — граф Берга с 1296 года.
Родился около 1250 года. Сын Адольфа IV фон Берга и его жены Маргариты фон Хохштаден.
С детства предназначался для духовной карьеры. Поскольку у его старшего брата Адольфа V не было детей, Вильгельм с папского разрешения сложил монашеский сан. В 1292 году Адольф V попал в плен к архиепископу Кёльна, и Вильгельм I вступил в управление графством Берг.
Во внутригерманских делах поддерживал короля Альбрехта I Габсбурга.
Вильгельм I был женат на Ирмгарде Клевской (р. ок. 1260, ум. 12 мая 1319) по прозвищу Красивая, дочери графа Дитриха VI Клевского, вдове Конрада I фон Заффенбурга. Детей не было.
Вильгельм I умер в 1308 году и был похоронен в храме Альтенберга. Ему наследовал племянник Адольф VI.